# Gary Anderson (tir)
Pour les articles homonymes, voir Gary Anderson et Anderson.
Gary Anderson, né le 8 octobre 1939 à Holdrege, est un tireur sportif américain.

## Palmarès

### Jeux olympiques d'été
- Jeux olympiques d'été de 1964 de Tokyo
  -  Médaille d'or en 300 m carabine trois positions
- Jeux olympiques d'été de 1968 de Mexico
  -  Médaille d'or en 300 m carabine trois positions[1]